# Topalian & Milani Verlag
Der Topalian & Milani Verlag mit Sitz in Oberelchingen war ein deutscher Verlag. 2015 von Florian L. Arnold und Rasmus Schöll gegründet, musste er 2021 sein Buchgeschäft aufgeben.
Benannt war der Verlag nach den Großeltern der Verleger. Die Gestaltung aller Bücher wurde von namhaften Künstlern ausgeführt. Programmschwerpunkte des Verlags bildeten die Bereiche Belletristik und Kunstbuch; im Verlagsprogramm fanden sich Bücher unter anderem von Anna Kim, Philip Krömer, Lutz Seiler oder Stefan Zweig. 2017 erschien der Roman Goldgefasste Finsternis von Arno Tauriinen auf der Hotlist.
Ein Teil des Programms wird durch die Edition Hibana, die Arnold auch weiterhin verlegt, verfügbar gehalten.